# Elizabeth Blackwell (ilustradora)
Elizabeth Blackwell (1699 - 1758 ) fue una ilustradora botánica. Se hizo famosa como artista y grabadora de láminas de A curious Herbal, publicado entre 1737 y 1739. El libro contiene las ilustraciones de muchas curiosas y desconocidas plantas del Nuevo Mundo y fue realizado como obra de consulta de plantas medicinales tanto para médicos como boticarios.

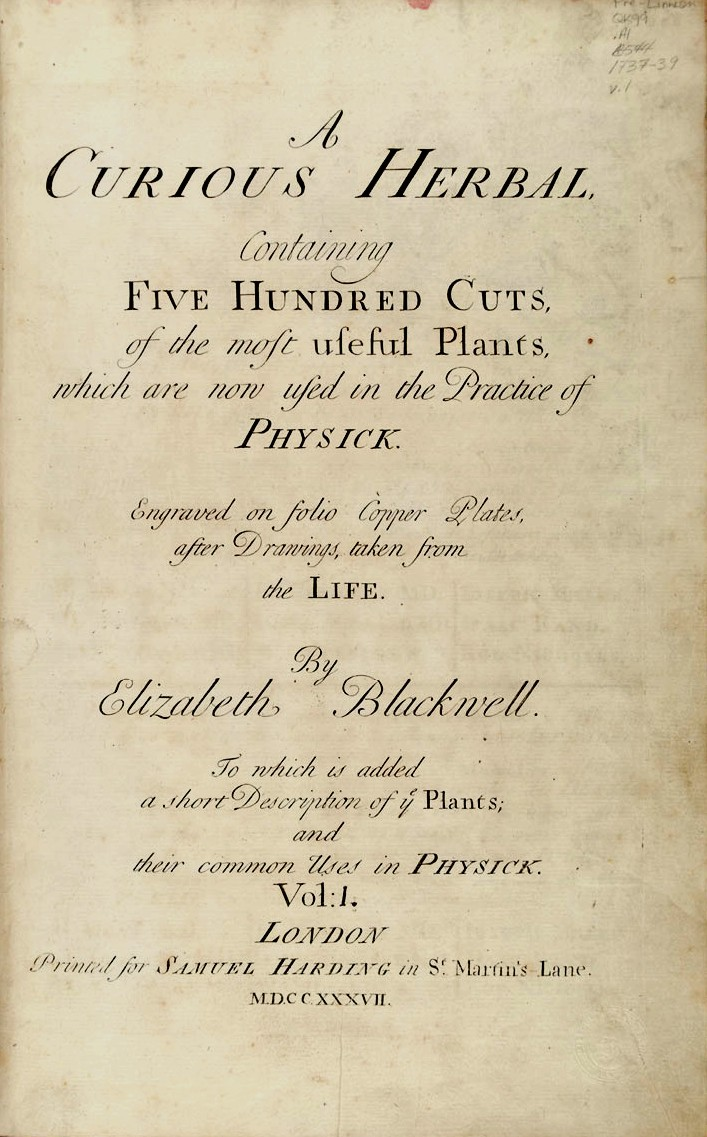
Frontispicio de la obra

## Biografía
Elizabeth Simpson era hija de un pintor Leonard Simpson de Londres y fue educada como artista. Se casó en secreto con un primo segundo, Alexander Blackwell, médico y economista escocés. Ambos se establecieron en Aberdeen donde él practicaba la medicina. Aunque su educación era sólida, sus calificaciones fueron cuestionadas obligándoles a trasladarse apresuradamente a Londres para evitar que Alexander fuera acusado de practicar la medicina ilegalmente.
En Londres Blackwell se asoció con una firma editora y tras adquirir algo de experiencia estableció su propio taller de impresión, a pesar de no pertenecer a ningún gremio ni haber pasado por el periodo de aprendizaje obligatorio como impresor. Fue acusado de desobedecer las estrictas reglas del oficio y multado severamente viéndose obligado a cerrar la tienda.
Debido a los derroches de su marido y las multas que le impusieron, la pareja estaba totalmente endeudada. Elizabeth se encontró desamparada, con Alexander en la cárcel, una casa que mantener, un hijo que criar y ningún ingreso, la situación era desesperada. Se enteró de que se necesitaba una farmacopea para mostrar y describir plantas exóticas del Nuevo Mundo y decidió que podía ilustrarla mientras Alexander, dados sus conocimientos médicos, podría escribir las descripciones. Cuando terminaba los dibujos los llevaba a la cárcel donde él les ponía los nombres en latín, griego, italiano, español, holandés y alemán.
A diferencia de su marido, Elizabeth no sabía nada de botánica, por lo que recibió asesoramiento del entonces conservador del Jardín botánico de Chelsea, Isaac Rand. Siguiendo su consejo la ilustradora se trasladó a vivir cerca del Botánico, donde se cultivaban muchas de esas exóticas plantas que, de ese modo, podría dibujar en vivo. Además de los dibujos, grabó las planchas de cobre para imprimir las 500 imágenes y el texto y coloreó las ilustraciones impresas.

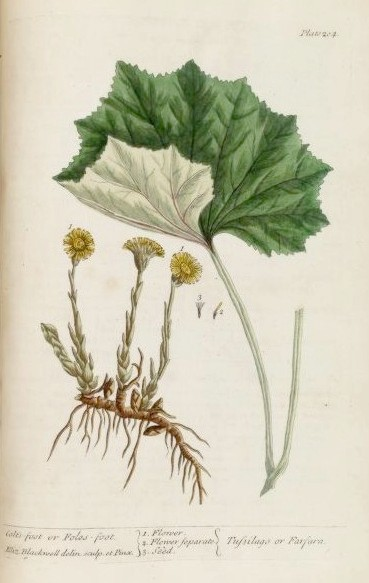
Una de las ilustraciones de A Curious Herbal.

La primera publicación dehn A Curious Herbal obtuvo un moderado éxito, tanto por la meticulosa calidad de las ilustraciones, fue la primera vez que se usaron llaves y enlaces entre texto e imágenes con carteles, distinguiendo las partes botánicas de cada planta,
como por la imperiosa necesidad de un herbario actualizado. Médicos y boticarios aclamaron la obra y recibió una mención del Colegio Real de Medicina. Veinte años más tarde, entre 1757 y 1773, Christoph Jakob Trew médico y botánico en Núremberg, publicó una segunda edición en formato revisado y ampliado.
Su publicación original se conserva en la "Facultad de Médicos y Cirujanos de Glasgow".
Los ingresos del libro libraron a Alexander de la cárcel, sin embargo, poco tiempo después las deudas volvieron a acumularse, forzándoles a vender algunos de los derechos de publicación de la obra.
Alexander, tras varios fracasos financieros decide dejar a la familia y se traslada a Suecia para comenzar una nueva vida, pero debido a diversas intrigas políticas es acusado por pruebas circunstanciales de conspiración contra el Príncipe y sentenciado a morir decapitado, siendo ejecutado en 1747, momento en que Elizabeth deja de trabajar.
- La abreviatura «Blackw.» se emplea para indicar a Elizabeth Blackwell como autoridad en la descripción y clasificación científica de los vegetales.[5]